# Tranvia Ospedaletti-Sanremo-Taggia
La tranvia Ospedaletti-Sanremo-Taggia era un impianto di trasporto pubblico caratteristico della Riviera dei Fiori, progenitrice dell'attuale filovia. Inaugurata nel 1913, la linea, che serviva prevalentemente la città di Sanremo, fu soppressa nel 1942.

## Storia

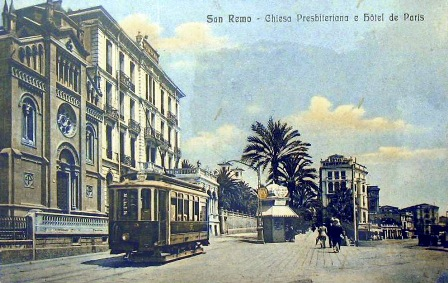
Cartolina colorata di inizio Novecento, con il tram in prossimità della stazione ferroviaria

La realizzazione della tranvia fu autorizzata il 23 ottobre 1902 in risposta alla presentazione del primo progetto da parte della società Riviera Electric Supply Company fondata dagli inglesi Claude H. Woodhouse e Granville H. Baillie (società Woodhouse & Baillie), che già aveva avviato l'esercizio della linea Ventimiglia-Bordighera.
In quell'epoca l'attività di produzione di energia elettrica era sovente legata a quella del trasporto mediante tram elettrici; una seconda compagnia, la Società Elettrica Riviera di Ponente, diretta dall'ing. Rinaldo Negri, risultava allora in forte espansione divenendo nel 1927, con il nome di Compagnia Imprese Elettriche Liguri (CIELI), allora uno dei principali attori nel panorama economico italiano.
Nel 1906 si costituì un consorzio fra Provincia e Comuni interessati allo scopo di realizzare una tranvia fra Bordighera e Taggia e di completare il tratto di collegamento mancante con la rete francese fra Ventimiglia ed il confine di Stato, pur rimanendo la concessione assegnata alla Woodhouse & Baillie.
Il progetto della Bordighera-Taggia fu elaborato dagli imprenditori sanremesi Vincenzo e Roberto Marsaglia, che a loro volta si fecero promotori della costruzione della stessa in contrapposizione rispetto alla W&B, richiedendone nel 1904 la concessione. Seguì dunque un periodo di contenzioso fra i due gruppi industriali, ciascuno appoggiato dai propri referenti politici, che si risolse con la Convenzione, firmata il 20 gennaio 1912, fra il comune di Sanremo e i fratelli Marsaglia.
I lavori per la costruzione della tranvia furono avviati lo stesso anno, a partire dal deposito ubicato in località Foce; gli stessi furono curati dall'ing. Bartolomeo Enrico Narizzano, storico direttore di esercizio della linea. Il servizio regolare fino alla località di Bussana, in corrispondenza del ponte sul torrente Armea fu avviato l'8 marzo 1913.
La neocostituita società anonima per azioni Tranvie Elettriche Sanremo Litorale (TESL) istituì subito due tipi di servizi:
- corse urbane ("Servizio città") Foce-Passo Poggio, con corse ogni 15 minuti
- corse extraurbane ("Servizio Bussana") piazza Colombo-ponte sull'Armea, con corse ogni ora

Il secondo servizio fu prolungato ad Ospedaletti il 1º dicembre 1913, grazie alla costruzione di un nuovo tratto di linea lungo 4,390 km.
Il proseguimento verso Taggia presentò rilevanti problemi di natura tecnica, a causa della necessità di superare in modo opportuno la ferrovia Genova-Ventimiglia in un paio di punti critici. Tali ostacoli furono superati realizzando a Bussana un sottopasso, mentre nei pressi della Fortezza di Arma si costruì un breve tratto in sede propria che consentiva l'accesso ad un manufatto di scavalco in ferro. Terminati tali lavori il servizio extraurbano poté essere riorganizzato in maniera definitiva con corse da Ospedaletti per Arma e Taggia a cadenza oraria in ragione di 15 al giorno.
I risultati di esercizio, inizialmente buoni, risentirono delle ristrettezze imposte dalla prima guerra mondiale e soprattutto dalla profonda crisi economica che ne seguì. Per reagire a tale situazione la compagnia di gestione fu ristrutturata sotto forma di società per azioni che, ricapitalizzata, prese il nome di Società Tranvie Elettriche Liguri (STEL); la stessa depositò il proprio statuto il 16 luglio 1920.

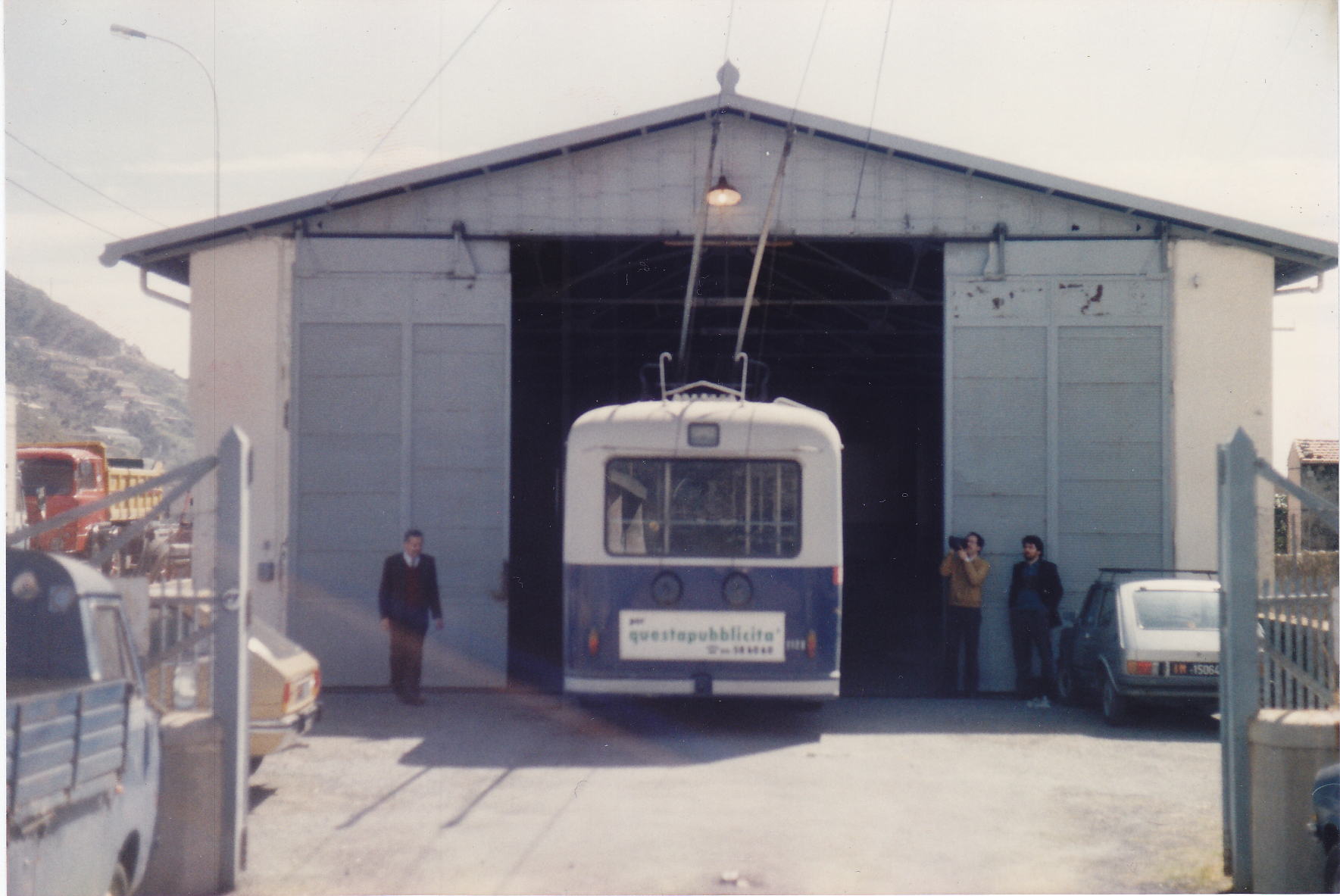
L'ex rimessa tranviaria di Taggia, nel 1988

Il servizio gestito dalla STEL, nel frattempo entrato a pieno regime rispetto a quello previsto nei primi orari della precedente gestione, si sviluppava su 5 direttrici distinte, sulle quali era svolto servizio passeggeri e merci:
- servizio urbano di Sanremo ("Servizio Città")
- servizio urbano di Taggia ("Taggia-Stazione")
- Sanremo-Ospedaletti
- Sanremo-Taggia
- Ospedaletti-Sanremo-Taggia

Sul finire degli anni trenta tuttavia, anche a causa dell'aggraversi della crisi economica successiva al crollo delle borse del 1929 e considerati gli investimenti necessari per il rinnovo degli impianti, la STEL prese in considerazione l'ipotesi di trasformare la linea in filovia. L'acquisizione del pacchetto di maggioranza della compagnia da parte della FIAT, allora il maggiore produttore di filobus in Italia, tramutò tale progetto in una scelta obbligata: contestualmente all'avvio dell'esercizio della nuova filovia dei fiori, il 21 aprile 1942, l'esercizio tranviario fu definitivamente soppresso.

## Caratteristiche tecniche
| Unknown route-map component "exCONTg" |  |  | Unknown route-map component "tCONTg" |  |

| Unknown route-map component "exSTR" |  | Unknown route-map component "uexKBHFa" | Unknown route-map component "tSTR" |  |

| Unknown route-map component "exBHF" |  | Unknown route-map component "uexBHF" | Unknown route-map component "tSTR" |  |

| Unknown route-map component "exSTR" | Unknown route-map component "uexKDSTa" | Unused straight waterway | Unknown route-map component "tSTR" |  |

| Unknown route-map component "exSTR" | Unknown route-map component "uexSTRl" | Unknown route-map component "uexABZg+r" | Unknown route-map component "tSTR" |  |

| Unknown route-map component "exSTR" |  | Unknown route-map component "uexBHF" | Unknown route-map component "tSTR" |  |

| Unknown route-map component "exSTR" |  | Unknown route-map component "uexBHF" | Unknown route-map component "tSTR" |  |

| Unknown route-map component "exSTR" |  | Unknown route-map component "uexBHF" | Unknown route-map component "tSTR" |  |

| Unknown route-map component "exSTR" | Unknown route-map component "uexKDSTaq" | Unknown route-map component "uexKRWgr+r" | Unknown route-map component "tSTR" |  |

| Unknown route-map component "exSTR" |  | Unknown route-map component "uexBHF" | Unknown route-map component "tSTR" |  |

| Unknown route-map component "exSTR" | Unknown route-map component "uexSTR+l" | Unknown route-map component "uexABZgr" | Unknown route-map component "tSTR" |  |

| Unknown route-map component "exBHF" | Unknown route-map component "uexKDSTe" | Unused straight waterway | Unknown route-map component "tSTR" |  |

| Unknown route-map component "exSTR" |  | Unknown route-map component "uexBHF" | Unknown route-map component "tSTR" |  |

| Unknown route-map component "exSTR" |  | Unknown route-map component "uexBHF" | Unknown route-map component "tSTR" |  |

| Unknown route-map component "exSTR" |  | Unknown route-map component "uexBHF" | Unknown route-map component "tSTR" |  |

| Unknown route-map component "exSTR" |  | Unused straight waterway | Unknown route-map component "tBHF" |  |

| Unknown route-map component "exSTR" |  | Unknown route-map component "uexBHF" | Unknown route-map component "tSTR" |  |

| Unknown route-map component "exSTR" |  | Unknown route-map component "uexBHF" | Unknown route-map component "tSTR" |  |

| Unknown route-map component "exSTR" |  | Unknown route-map component "uexBHF" | Unknown route-map component "tSTR" |  |

| Unknown route-map component "exSTR" |  | Unknown route-map component "uexBHF" | Unknown route-map component "tSTR" |  |

| Unknown route-map component "exWBRÜCKE1" | Transverse water | Unknown route-map component "uexWBRÜCKE1" | Unknown route-map component "tSTR" |  |

| Unknown route-map component "exSTRl" | Unknown route-map component "exSTR+r" | Unused straight waterway | Unknown route-map component "tSTR" |  |

| Unknown route-map component "uexSTR+l" | Unknown route-map component "exmKRZo" | Unknown route-map component "uexSTRr" | Unknown route-map component "tSTR" |  |

| Unknown route-map component "uexBHF" | Unknown route-map component "exSTR" |  | Unknown route-map component "tSTR" |  |

| Unknown route-map component "uexSTRl" | Unknown route-map component "exmKRZu" | Unknown route-map component "uexSTR+r" | Unknown route-map component "tSTR" |  |

|  | Unknown route-map component "exBHF" | Unknown route-map component "uexBHF" | Unknown route-map component "tSTR" |  |

|  | Unknown route-map component "exSTR" | Unknown route-map component "uexSTRl" | Unknown route-map component "exmtKRZ" | Unknown route-map component "uexCONTfq" |

|  | Unknown route-map component "exSTR" |  | Unknown route-map component "tSTRe" |  |

|  | Unknown route-map component "exSTR" |  | Station on track |  |

|  | Unknown route-map component "exCONTf" |  | Continuation forward |  |

| Unknown route-map component "exCONTgq" | Unknown route-map component "exSTRq" | Unknown route-map component "exSTRq" | Unknown route-map component "exBHFq" | Unknown route-map component "exCONTfq" |

|  |  | Unknown route-map component "uexSTR+l" | Unknown route-map component "uexBHFq" | Unknown route-map component "uexCONTfq" |

| Station on transverse track | Unknown route-map component "tSTRaq" | Unknown route-map component "uxmKRZt" |  |  |

|  |  | Unknown route-map component "uexBHF" |

|  | Unknown route-map component "uexKDSTa" | Unused straight waterway |  |  |

|  | Unknown route-map component "uexSTRl" | Unknown route-map component "uexABZg+r" |  |  |

|  |  | Unknown route-map component "uexKBHFe" |

La tranvia, a scartamento metrico, era alimentata alla tensione continua di 600 V.
Le pendenze massime, imposte dalla tormentata orografia del territorio, risultavano del 55 per mille, con raggi di curvatura di 40 metri.
Il binario era costituito da rotaie Phoenix da 48,7 kg/m per estese della lunghezza complessiva di 16,972 in sede promiscua; le tratte in sede propria erano invece armate con le classiche rotaie vignoles da 27,3 kg/m.
Lo sviluppo totale della rete, nella sua massima estensione, raggiunse i 17,979 km, di cui 17,334 d'esercizio. In ambito urbano, soprattutto a Sanremo, il binario era inserito nel selciato cittadino, mentre lungo l'Aurelia, lungo la quale il binario si manteneva prevalentemente sul lato mare, lo stesso era compreso nel caratteristico macadam che allora caratterizzava le strade carrabili.
La distanza media fra i punti di incrocio era di circa 1,5 km in ambito extraurbano, ridotta nelle strade di Sanremo. Il numero di fermate, sull'intera tratta Ospedaletti-Taggia era pari a 65.
Partendo da Taggia, dove in prossimità del capolinea era presente una rimessa per il ricovero dei convogli destinati alle partenze del mattino con annessa palazzina ad uso del personale aziendale, la linea procedeva verso sud, incontrando il posto di incrocio di Scofféri e, successivamente, il capolinea urbano posto di fronte alla stazione ferroviaria di Taggia Arma. Da qui il tracciato volgeva ad ovest, impegnando l'Aurelia, dove per superare la ferrovia in due punti furono costruiti un ponte in ferro, tuttora esistente, ed un sottopasso stradale, incontrando in successione i posti di incrocio di Bussana e di Capo Verde, per giungere alla periferia di Sanremo, dove era presente il capolinea urbano in località Passo Poggio.
A Sanremo punti di incrocio si trovavano all'altezza del bivio stradale per Ceriana, presso villa Nobel e in prossimità dell'hotel Roma, superati i quali i convogli STEL raggiungevano la stazione tranviaria di piazza Colombo, dove un raccordo consentiva alle vetture di stazionare e reimmettersi in via Vittorio Emanuele II. Da qui, proseguendo ancora verso ovest, si incrociava nuovamente di fronte al Casinò, con un binario di raddoppio che fungeva anche da capolinea per alcune corse speciali serali. Ulteriori punti di incrocio si incontravano in corso Imperatrice, dov'era inoltre presente una diramazione verso lo scalo merci della stazione FS e in località Foce, dove era presente il deposito tranviario e, poco oltre, in passo Coldirodi, il capolinea occidentale del servizio urbano.
Le corse dirette ad Ospedaletti incontravano da qui i punti di incrocio di regione Villa, Capo Nero ed Ospedaletti; in quest'ultima località il capolinea tranviario era ubicato d'innanzi all'ex casinò di corso Regina Margherita. Nel 1922 fu inaugurato il nuovo mercato dei fiori cittadino, situato in un'area prossima alla stazione ferroviaria, che venne raccordato alla tranvia.

## Materiale rotabile

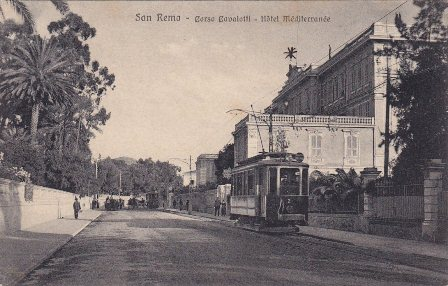
Vettura "2" proveniente da Taggia, seguita da un'altra impiegata nel "Servizio città" (cartolina d'epoca)

La dotazione originaria della TESL consisteva di due gruppi di elettromotrici bidirezionali a 2 assi realizzate da Carminati & Toselli, cui si aggiungevano 7 rimorchiate. Il primo gruppo, numerato 1÷9, era destinato ai servizi urbani di Sanremo; si trattava di tram lunghi 8,78 metri con una potenza di 70 kW, dotati della classica presa di corrente con asta e rotella. Il secondo, costituito dai due sottogruppi 11÷15 e 21÷22, per un totale di 7 motrici, era formato da motrici più potenti (100 kW).
Tali rotabili rivestivano in origine un'elegante livrea bianco/rosso cupo, sostituita negli anni venti con una interamente bianca completata da una fascia gialla per le motrici urbane.
Nel 1923 al parco si aggiunsero due locomotive dotate di comparto per il trasporto delle merci, progettate dallo stesso ing. Narizzano e realizzate dalle officine aziendali a partire da telai di altrettante elettromotrici urbane. La potenza di tali veicoli era di 140 kW.
Un sostanziale incremento del parco si registrò nel 1927 allorché furono consegnate 2 elettromotrici lunghe 13,660 m; queste ultime, progettate e costruite da Carminati e Toselli, risultarono particolarmente confortevoli e prestanti, grazie alla loro potenza di 150 kW.
Completavano il parco, come di consueto per le tranvie dell'epoca, alcuni carri merci di vario tipo.
Nel 1948, ad impianti tranviari ormai dismessi, due elettromotrici provenienti dal parco sanremasco furono acquistate dalle Tranvie del Friuli, che le misero in servizio sulla rete urbana di Udine.

### Materiale motore - prospetto di sintesi
| Unità | Costruttore         | Potenza | Tipo                                    | Note                                                          |
| ----- | ------------------- | ------- | --------------------------------------- | ------------------------------------------------------------- |
| 1÷9   | Carminati & Toselli | 70 kW   | Elettromotrici bidirezionali a 2 assi   | Per servizio urbano; 3 esemplari ceduti alla STEPI di Imperia |
| 11÷15 |                     | 100 kW  | Elettromotrici bidirezionali a 2 assi   | Per servizio extraurbano; analoghe alle 1÷9                   |
| 21÷22 |                     | 100 kW  | Elettromotrici bidirezionali a 2 assi   | Per servizio extraurbano                                      |
| 31÷32 | Officine STEL       | 140 kW  | Locomotive bagagliaio                   | Costruite su telai di elettromotrici                          |
| 41÷42 | Carminati & Toselli | 150 kW  | Elettromotrici bidirezionali a carrelli | Per servizio extraurbano                                      |

## Galleria d'immagini

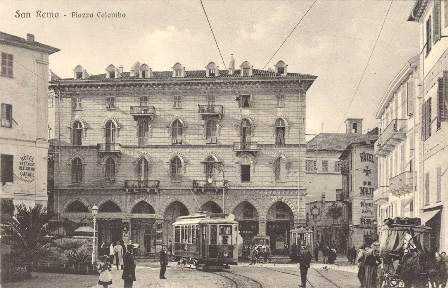
Capolinea tranviario di piazza Colombo (cartolina d'epoca)
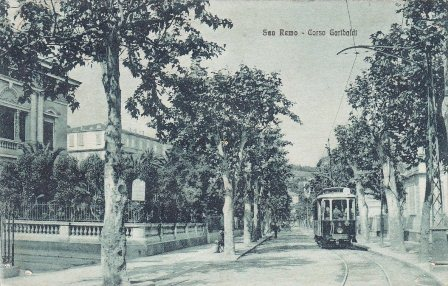
Tram in corso Garibaldi (cartolina d'epoca)
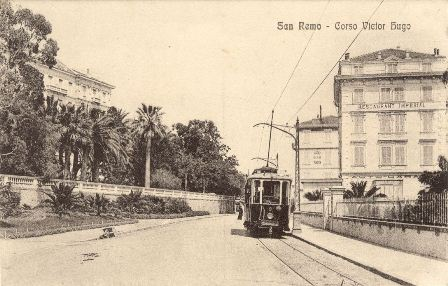
Tram in corso Victor Hugo (cartolina d'epoca)
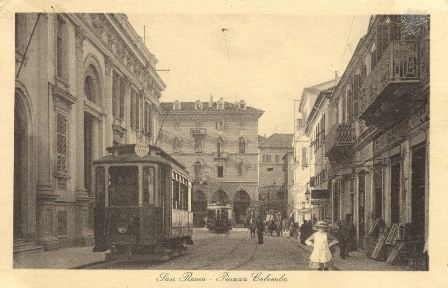
Tram in piazza Colombo (cartolina d'epoca)
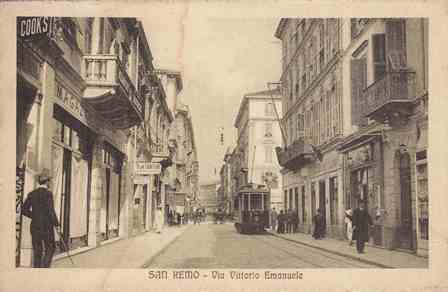
Tram in via Vittorio Emanuele (cartolina d'epoca)